# Stara Łubianka
Stara Łubianka (niem. Lebehnke) – wieś w Polsce położona w województwie wielkopolskim, w powiecie pilskim, w gminie Szydłowo. Wieś jest siedzibą sołectwa „Stara Łubianka” w którego skład wchodzi również miejscowość Czaplino.
Wieś królewska Łubianka należała do starostwa ujskiego, pod koniec XVI wieku leżała w powiecie poznańskim województwa poznańskiego. W latach 1946–54  siedziba gminy Stara Łubianka. W latach 1975–1998 miejscowość administracyjnie należała do województwa pilskiego.
Stara Łubianka leży przy drodze Piła – Wałcz (Droga krajowa nr 10), 1 km na zachód od linii kolejowej Piła Główna – Ustka (stacja kolejowa PKP Stara Łubianka), 12 km na północny zachód od Piły.
Wieś istniała już w XV w. Pierwsza wzmianka pochodzi z 1510 roku, należała wtedy do starostwa ujsko-pilskiego. W XVII i XVIII w. była siedzibą starosty ujsko-pilskiego. W 1627 r. zbudowano we wsi browar, przeniesiony następnie do Ujścia. W lipcu 1831 Prusacy przeprowadzili w miejscowym kościele rewizję, poszukując broni, ukrytej rzekomo dla żołnierzy powstania listopadowego.
Kościół ufundowała królowa Konstancja (żona Zygmunta III) w 1606 r. Obecny neogotycki budynek pochodzi z 1855 r. W 1641 r. istniała przy kościele szkoła. Na cmentarzu obejrzeć można nagrobki z polskimi napisami z początku XX w. Dawny kościół ewangelicki z XIX w. o formach neoromańskich w ostatnich latach został przebudowany na Dom Kultury. W parku (o pow. 2 ha) znajduje się odnowiony w końcu lat 70. eklektyczny dwór z końca XIX w. Był on siedzibą Wojewódzkiego Ośrodka Doradztwa Rolniczego, obecnie znajduje się w rękach prywatnych.
We wschodniej części wsi położone są budynki Zespołu Szkół Ponadgimnazjalnych (dawniej Zespół Szkół Ogrodniczych). Znajduje się tu również placówka Ochotniczej Straży Pożarnej.
We wsi zachowało się kilka chałup szachulcowych. W centrum znajdują się pomniki ku czci poległych żołnierzy 1 Armii WP i Serca Pana Jezusa.
W Wielkopolsce wieś Łubianka znajduje się również w powiecie kolskim.